# Ingmar Johánsson
Anders Ingmar Johánsson, tidigare Johansson, född 11 december 1952 i Bollnäs, är en svensk sångare och låtskrivare som också är präst i Svenska kyrkan.

## Biografi
Ingmar Johánsson växte upp i Vännäs i Västerbotten. Han började spela gitarr i tioårsålden och var i unga år med i olika band i trakterna kring Umeå och Vännäs. Efter att i början av 1970-talet flyttat till Stockholm var han med och startade ett av landets första kristna rockband som hette Höga Visan. År 1977 skivdebuterade han med Önskar jag kunde fängsla ditt öra och släppte i rask följd sju plattor fram till 1985.
Han studerade teologi på deltid, prästvigdes 2002 och var 2012 till 2018 kyrkoherde i Sankt Johannes församling i Stockholm. Inför 13:e plattan En sång som bara du kan sjunga (2008) bytte han namn till Johánsson.
Ingmar Johánsson finns representerad i Verbums psalmbokstillägg 2003 med originaltext och musik till tre verk: nr 762 ("Du är en bön"), nr 765 ("Du som kan") och nr 795 ("Alltid på väg")).
Tillsammans med Tomas Andersson Wij skrev han ockå låten "Där får jag andas ut (avsked till en svensk predikant)" till Wijs andra skiva, Ett slag för dig. Låten skrevs utifrån inspiration av Johánssons barndomstid i Pingstkyrkan.
Johánssons album Distant destination från 2015 delades ut till alla medlemmar i hans församling.[källa behövs]

## Diskografi
- Önskar jag kunde fängsla ditt öra (1977)
- Bildspråk (1979)
- Längtan... (1981)
- Med ljusets hastighet (1982)
- En kvinnas man (1983)
- Resumé (1985)
- Kärt barn (1985)
- Andetag (1991)
- Mysterium - En mässa om livets insida (1995)
- Apokalyps - En mässa i den yttersta tiden (1989)
- Genom ett brustet hjärta (2000)
- Collection (2002)
- Till dig - Kroppens och innerlighetens mässa (2003)
- En sång som bara du kan sjunga (2008)
- Minnenas hus (2010)
- Distant destinations (2015)
- Där får jag andas ut (2019)

## Psalmer
- "Alltid på väg" (Verbum nr 795) Text och musik 1978 och bearbetad 1990
- "Andetag"
- "Du som kan" (Verbum nr 765) Text och musik 1997
- "Du är en bön" (Verbum nr 762, Psalmer och Sånger 821) Text och musik 1992
- "Genom ett brustet hjärta"
- "Helig, helig är du, Herre" (Psalmer & Sånger 861) Musik 1997 (Text efter Jesaja 6)
- "I Offerlammets tecken" (Psalmer & Sånger 802) Text och musik 1997
- "Jag vill tro"
- "Källan, kärleken och Gud"
- "Mysterium"
- "Se hur gudsvinden bär" (Psalmer & Sånger 827) Text och musik 2001
- "Till vem skulle vi gå"
- "Varje enskilt hjärtas tysta bön"
- "Önskar jag kunde fängsla ditt öra"

### Samlingsutgåvor
- Se hur gudsvinden bär (2006)